# Sňatek Panny Marie
Sňatek Panny Marie (též Zasnoubení Panny Marie) je jednou z mnoha Madon malíře a architekta Raffaela Santiho.

## Popis obrazu
Autorem obrazu je italský malíř a architekt Raffael (1483–1520). Raffael, vlastním jménem Raffaelo Santi, byl synem malíře a básníka Giovanniho Santiho, u kterého také získal svoje vzdělání. Sňatek panny Marie je desková malba, vzniklá ke konci autorova raného období v Umbrii. Dílo vzniklo na základě objednávky rodiny Albizzini pro jejich rodinnou kapli v kostele San Francesco v Citta di Castello. Svou signaturu umístil Raffael na chrámovém vlysu, v němž se sbíhají linie centrální perspektivy.
Raffael Santi působil Perugii, Urbině, Sieně, Florencii (1504–1508), a od roku 1508 v Římě. Zemřel na horečku, kterou dostal při řízení prací na archeologických vykopávkách v římských zříceninách. Sňatek Panny Marie (Spozalizio) je jednou z mnoha Madon, které Raffael namaloval za svého florentského pobytu. Je jeho vrcholným dílem z florentského Raffaelova období. Tento deskový obraz je variací na Peruginův obraz Zasnoubení Panny Marie. Italský malíř Pietro Perugino, vlastním jménem Pietro di Christoforo Vanucci (kolem 1446–1523) byl pro Raffaela velkým vzorem. Přejal od něho čistou eleganci a něhu, ušlechtilou a klidnou kompozici, soustředěnou na hlavní výjev, skvěle zvládnutou perspektivu, kterou se obraz vyznačuje. Barvy na této malbě spojuje zlatý tón, měkké přechody dotváří sfumato. Chrám s malířovým podpisem na vlysu v pozadí svou symetrií dobře zvýrazňuje význam zobrazované události. Z Mariiny lehce skloněné hlavy vyzařuje klid, pokora a důvěra. Celý výjev je prolnut umbrijskou sladkou emotivností. Marii navlékají na prst prsten, nic neruší postavy shromážděné kolem Marie, postavy spojené nejhlubším tajemstvím křesťanské víry.